# Heinrich Harrfeldt
Hans Heinrich Ludwig Philipp Harrfeldt (* 21. April 1891 in Itzehoe; † im 20. Jahrhundert) war ein deutscher Arzt und Abgeordneter des Provinziallandtages der preußischen Provinz Hessen-Nassau.

## Leben
Heinrich Harrfeldt war der Sohn des Kaufmanns Ludolph Carsten Harrfeldt und dessen Gemahlin Sophie Anna Elisabeth Schlößer. Nach dem Abitur studierte er Medizin und erhielt im August 1917 in Berlin die Bestallung zum Dr. med. Am Ersten Weltkrieg nahm er als Marine-Assistenzarzt teil. 1920 ließ er sich als praktischer Arzt in Kassel nieder und betätigte sich politisch. Zum 1. Februar 1932 trat er in die NSDAP ein (Mitgliedsnummer 889.532) und wurde im selben Jahr Leiter des Amtes für Volksgesundheit im Gau Kurhessen. In diesem Amt blieb er bis zu seinem Umzug nach Düsseldorf im Jahre 1935. 1933 erhielt er ein Mandat für den Kurhessischen Kommunallandtag des Regierungsbezirks Kassel, aus dessen Mitte er zum Abgeordneten des Provinziallandtages der Provinz Hessen-Nassau bestimmt wurde. 1939 ging er nach München und wurde hier Leiter der Landesstelle der Kassenärztlichen Bundesvereinigung.